# 平田佐次郎 (2代目)
二代目平田佐次郎（にだいめ ひらた さじろう、1859年（安政6年）9月14日 - 死亡年月日不明）は、三重県の富田一色在住の実業家。平田家の2代目当主で平田紡績の2代目社長。三重郡富洲原村選出の三重郡会議員でもあった。初代平田佐次郎の息子として2代目平田佐次郎を襲名して家督相続をした。子福者で、8男4女の12人の子供に恵まれた。

## 平田紡績家
- 富洲原地区の富田一色平田家（平田紡績の創業家）の2代目当主であった。2代目平田佐次郎は三重郡富洲原町（現在の四日市市富洲原地区）と三重郡川越村（現在の三重郡川越町）の地方政治家（三重郡会議員）も兼務した[2]。三重郡富洲原村大字富田一色437番地在住。富洲原平田家の一族の墓が四日市市営の富洲原霊園に4つと初代平田佐次郎の実家の水越家の墓がある。三重郡富洲原町の功労者の墓地にある平田紡績家の巨大な墓に二代目平田佐次郎が眠っている。平田一族の4つの墓の西側から2番目に2代目平田佐次郎夫妻の墓がある。

1. 2代目平田佐次郎（戒名：賢美信士）
2. たき（戒名：貞芳信女）

- 1873年（明治6年）8月9日に死没した水越佐平（戒名：善恵信士）が大叔父。
- 水越佐平の妻で、1883年（明治16年）4月4日に死没したみき（戒名：栄味信女）夫妻が大叔母。
- 父方の祖父は水越佐七である。
- 父である初代平田佐次郎は朝明郡南福崎村（現在の三重郡川越町南福崎地区）の農家から富田一色の回船業の主人の家である平田家の養子になり、主家の平田姓を継ぎ、「平田佐次郎」と改名して平田商店（平田紡績）を創業した[3]。

## 経営者・政治家
- 2代目平田佐次郎は初代平田佐次郎の息子で後継者である。平田佐次郎を襲名した。富田一色の寺子屋や一色学校で読み書きそろばんを学び、平田家の後継者となった。製網業を経営者だった初代佐次郎が操業した平田商店の2代目として、平田紡績社長をつとめた。平田製網社長としては、松原地区の東洋町商店街を中心とする富洲原商工会の顧問にも就任した。大正時代に長男の平田佐十郎に家督を譲り、その後平田家の当主だった平田佐十郎がスペイン風邪で若く死亡した後は、後継者を変更して三男の平田佐矩に家督を譲り隠居した。
- 富洲原村会議員となり、また富洲原村選出の三重郡会議員の渡邊久助および川村豊吉の後任も務めた。1915年（大正4年）9月30日に富洲原村選出の三重郡会議員（1期）と川越村選出の三重郡会議員に1911年（明治44年）に当選する。二代目平田佐次郎・伊藤平治郎（富洲原町の実業家で富洲原町議会議員などの政治家）・生川平三郎 （富洲原町の実業家で富洲原町議会議員や富田一色区長などの政治家）の3人は「三重郡富洲原町の3大政治家」であった。
- 創業者である初代平田佐次郎が平田製網（平田紡績）を創業した時代は麻糸を原料として、主に地元の富田地区・富洲原地区の人々の内職に頼っていた。しかし、品質が揃わず不完全であり、悪い品質で信用が低い商品であった。二代目佐次郎は欧米の製造技術を導入して、19世紀までの麻糸ではなくて新しく綿糸を使用して機械で大量生産する方法を大正時代初期に導入した。工場大量生産によって品質も向上し、「伊勢網」として日本全国に広がり、平田製網（平田紡績）は日本一の漁網生産を誇るようになった。
- 富田一色地区には平田家と平田漁網商店があった。松原地区の大字塩役付近で初代平田佐次郎が道路の補修をした塩役運河付近に東洋紡績を誘致して、二代目平田佐次郎は現在の四日市市富州原町の東洋町商店街・西元町商店街の商業化と松原地区宮町自治会を構成する東洋紡績富田工場社宅の建設や緑町の八千代座（芝居小屋）などの文化施設の開発に尽力する。天ヶ須賀には平田紡績の漁網工場が立地していた。

## 家族
- 父は初代平田佐次郎（戒名：了清信士）で、母はをな（戒名：栄美信女）である。妻はたき（戒名：貞芳信女）である。初代と2代目の親子2代で「平田佐次郎」を襲名していた。
- 8男4女の12人子供がいた。先妻で吉川家出身の平田たきは最後の子供の平田佐貞などの双子の男子を出産をした際に体調が悪化して病死した。後妻のしな子は1852年（嘉永5年）生まれである。
- 長男は3代目平田紡績社長の平田佐十郎（明治23年又は明治26年生まれ）で大正時代にドイツ帝国の繊維産業を視察した技術留学後にスペイン風邪に感染し、若くして病死をした。
- 三男は平田紡績の4代目社長で四日市市長の平田佐矩である。
- 五男は平田紡績番頭の宗村家に養子にいった宗村佐信である。平田紡績の5代目社長を務め、暁学園を創設した。
- 七男は大日本帝国陸軍軍人で芸術家の平田佐貞である[4]。
- 孫は平田紡績6代目社長である宗村完治、平田紡績7代目社長代行の宗村明夫、暁学園3代目理事長の宗村南男、平田佐造など。
- 娘の嫁ぎ先がいずれも僧侶であり、三重郡川越村（現在の三重郡川越町高松地区）の光倫寺の僧侶の横瀬家で、娘婿が横瀬善賢。もう一人の娘の嫁いだ家は川越村（現在の三重郡川越町南福崎地区）の法雲寺僧侶家である。二代目平田佐次郎の妻は吉川家出身である。

## 文献内容
- 「佐次郎君は製網業を経営して熱心奮闘して一代で大富豪となった。立志博中の人である。三重郡内の信望が高くて三重郡会議員（富洲原村選出・川越村選出）になった。三重郡の参事会員・三重郡富洲原村会議員・三重郡富洲原村の学務委員に推薦されて重任を務める正義心に富み公共心がある富洲原村の模範である。」[5]